# Ꝩ

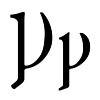

Ꝩ,ꝩ（ヴェンド、Vend）は、古ノルド語で使われるラテン文字の一つ。

## 音価
古ノルド語では[u],[v],[w]を表す。

## コンピューター
UnicodeではꝨの大文字はA768、小文字はA769に収録されている。